# Parrocchie civili del Rutland
Questa è una lista delle parrocchie civili del Rutland, Inghilterra.
- Ashwell
- Ayston
- Barleythorpe
- Barrow
- Barrowden
- Beaumont Chase
- Belton-in-Rutland
- Bisbrooke
- Braunston-in-Rutland
- Brooke
- Burley
- Caldecott
- Clipsham
- Cottesmore
- Edith Weston
- Egleton
- Empingham
- Essendine
- Exton
- Glaston
- Great Casterton
- Greetham
- Gunthorpe
- Hambleton
- Horn
- Ketton
- Langham
- Leighfield
- Little Casterton
- Lyddington
- Lyndon
- Manton
- Market Overton
- Martinsthorpe
- Morcott
- Normanton
- North Luffenham
- Oakham (town council)
- Pickworth
- Pilton
- Rutland
- Ridlington
- Ryhall
- Seaton
- South Luffenham
- Stoke Dry
- Stretton
- Teigh
- Thistleton
- Thorpe by Water
- Tickencote
- Tinwell
- Tixover
- Uppingham (town council)
- Wardley
- Whissendine
- Whitwell
- Wing

## Fonti
- Office for National Statistics (ONS) - Liste geografiche, su statistics.gov.uk. URL consultato il 2 gennaio 2009 (archiviato dall'url originale il 5 febbraio 2005).